# Levéllyukacsosodás

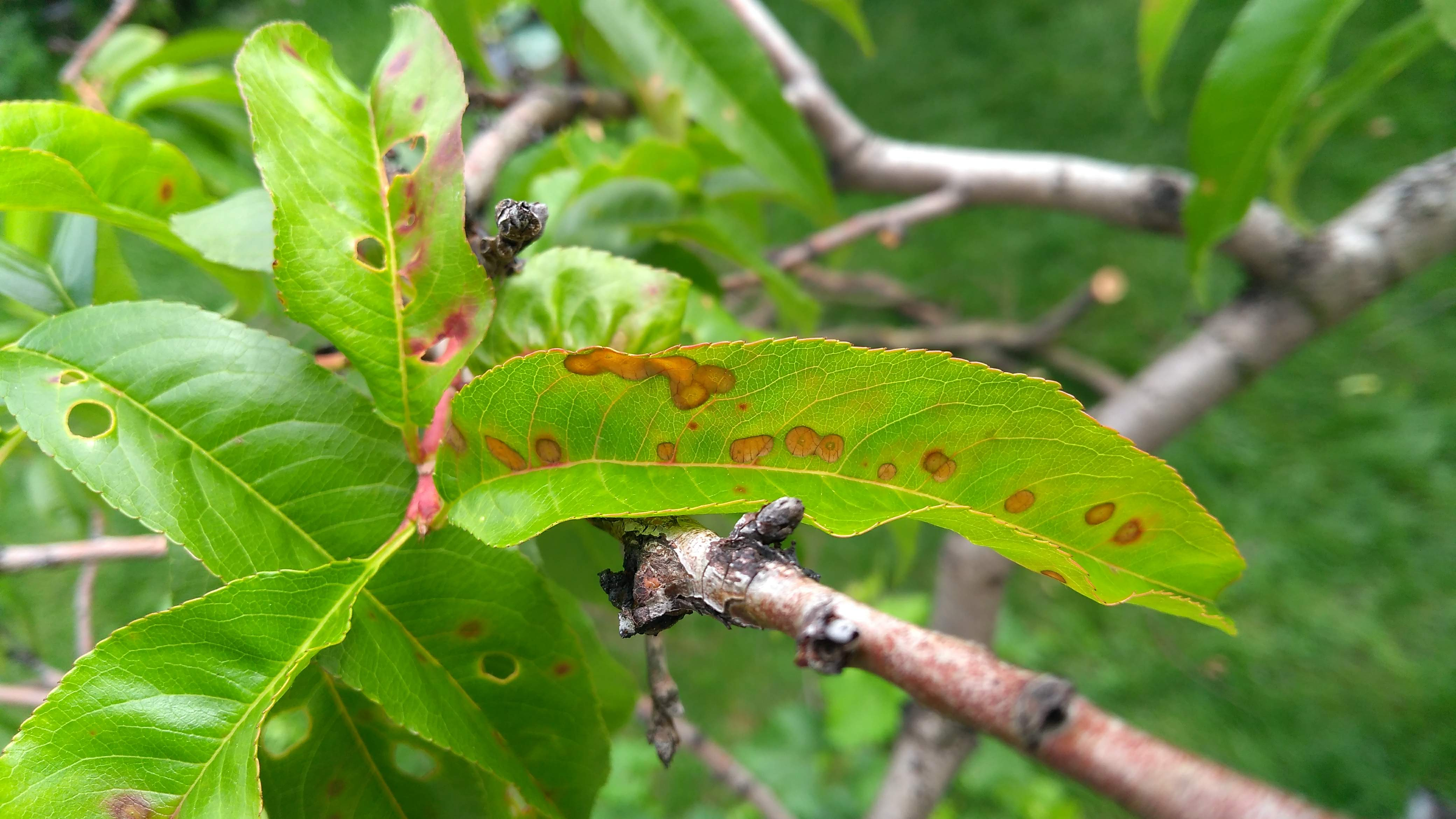
Levéllyukacsosodás különböző fázisai őszibarackfa (prunus persica) leveleken. Jól láthatók a barna foltok a közepükön lévő konídiumtartó nyalábokkal (középen), melyek egy idő után lehullanak, lyukakat hagyva maguk után (balra).

A levéllyukacsosodás vagy sztigminás levéllyukacsosodás, esetleg csak sztigmina egy kizárólag csonthéjasokat megtámadó, Stigmina carpophila által okozott gombabetegség. Rügyelhalást és termésfoltosodást okoz, emellett jellegzetes tünete a leveleken megjelenő, 1-3 mm nagyságú lyukak.

## Életmódja
A betegség az eső segítségével terjed, a levelek jellemzően a víz által jobban ért növényrészeken (a korona alsó és belső részein) lyukacsosodnak jobban. A kórokozó gombafonal és konídiumok formájában a lehullott levelekben, valamint a beteg rügyekben és hajtásokban telel át. A fertőzés már kora tavasszal megjelenik, a konídiumok már 2°C-on csíráznak, a gombafonál pedig már 4°C-on nő. A gazdanövényre kerülve csíratömlőt fejlesztenek, és a légzőnyílásokon keresztül jutnak be a növény szöveteibe. Nedves időben a teljes vegetációs időszakban terjed.

## Megjelenése

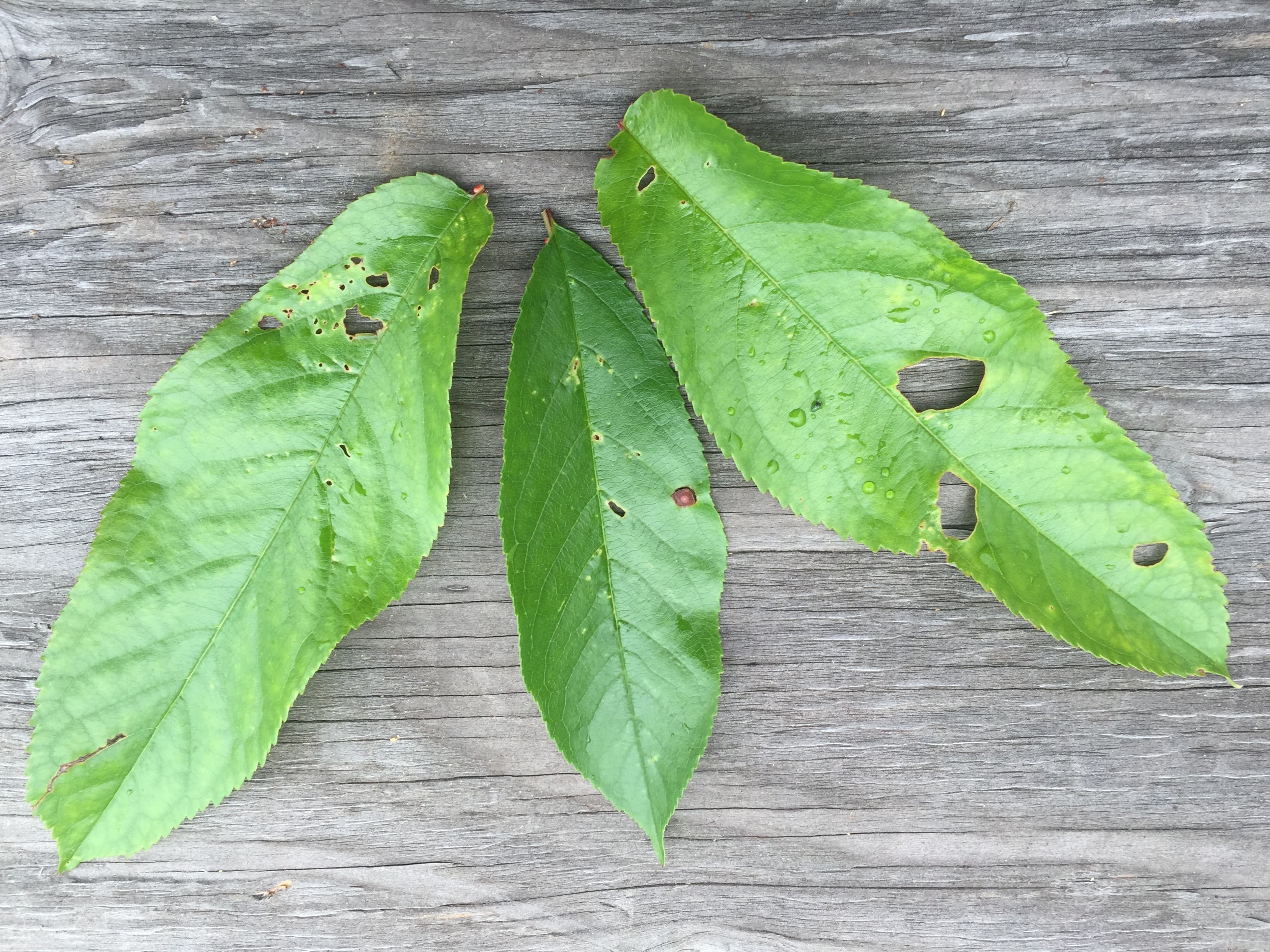
Cseresznyefa (Prunus subg. Cerasus) levelei enyhe levéllyukacsosodásos tünetekkel

A gazdanövények szinte minden föld feletti része érintett, beleértve a rügyeket, a hajtásokat, a vastagabb ágakat, valamint a gyümölcsöket is. A fertőzés helyét eleinte a levélen, hajtáson és gyümölcsön megjelenő apró, 1-3 mm nagyságú, kárminvörös foltok jelzik. A leveleken a kezdeti piros foltok először sárgászöld, majd barnás színbe mennek át, a közepük kifakul, végül (a növény védekező mechanizmusának köszönhetően) leválik a levélről, sörét nagyságú lyukakat hagyva maga után. A fertőzött levelek végül idő előtt lehullanak. 
A legsúlyosabb tüneteket az őszibarackon okozza. Esetükben a kezdeti fertőzés után a hajtásokon és a gyümölcsökön megjelenő foltok (piros udvarú) sötétbarnába mennek át (a gyümölcsökön apró, lilás színű kiemelkedések képződnek, melyek később beparásodnak), a közepükön pedig mézgacsepp jelenik meg. A beszáradó és felrepedező foltokon keresztül később (moníliás) gyümölcsrothadás jöhet létre.

## Védekezés
Fontos a fertőzött ágak és hajtások eltávolítása, és a lehullott levelekkel együtt történő megsemmisítése. Mivel gombabetegségről van szó, nyugalmi állapotban kén- vagy réztartalmú lemosó permetezéssel lehet a fertőzés veszélyét csökkenteni. A vegetációs időszakban a mankoceb (Dithane DG, Manzate DF), prokloráz (Mirage 45 EC, Sporgon 50 WP), triazol (Score 250 EC, Topas 100 EC), csökkentett réztartalmú (Copac Flow, Champion WG, Cuproxat FW) vagy rézkén alapú szerek használata javasolt.